# Shirley Hazzard
Shirley Hazzard (Sydney, 30 gennaio 1931 – Manhattan, 12 dicembre 2016) è stata una scrittrice australiana, cittadina britannica e statunitense.

## Biografia
Nata a Sydney (Australia), visse e studiò nel municipio locale di Mosman, dove frequentò la Queenwood School for Girls. Nel 1947, all'età di sedici anni, lasciò la scuola per viaggiare assieme ai propri genitori per il Sud-est asiatico: soggiornò a Hiroshima (Giappone), a Hong Kong e in Nuova Zelanda. Riguardo a questo periodo di viaggi, nel 2004 ha dichiarato: Ho iniziato a sentire che la gente può godersi la [propria] vita: dovrebbero apprezzarla. Si è, infatti, sempre detta soddisfatta della propria vita.
Nel 1956, all'età di venticinque anni, si stabilì per lavoro in Italia, precisamente a Napoli, per un anno. Nel 1963 sposò lo scrittore e biografo statunitense Francis Steegmuller (1906-1994), ricevendo così la cittadinanza americana. Dal 2006 vive tra New York e la residenza estiva di Capri.

## Opera, pensiero e riconoscimenti
La Hazzard è nota soprattutto per quattro romanzi: The Evening of the Holiday (1966), The Bay of Noon (1970), The Transit of Venus (1980) e The Great Fire (2003). Quest'ultimo è stato premiato con il prestigioso Miles Franklin Award, mentre The Bay of Noon è stato tra i finalisti del Lost Man Booker Prize nel 2010.
Tuttavia ha esordito come autrice con una serie di racconti contenuti nella raccolta Cliffs of Fall nel 1963. Il suo racconto più conosciuto è A Long Story Short, vincitore del Premio O. Henry. Per il romanzo The Transit of Venus ha vinto nel 1980 il National Book Critics Circle Award, un premio comunque di minore importanza rispetto agli altri ricevuti. Il quarto romanzo, The Great Fire, oltre al già citato Miles Franklin Award nel 2004, ha vinto anche un National Book Award nel 2003 ed è stato preso in considerazione dal settimanale londinese The Economist come libro dell'anno 2003.
A parte le opere già citate, sono da ricordare: Defeat of an Ideal (1973) e Countenance of Truth (1990), Greene on Capri: A Memoir (2000, resoconto di un incontro con lo scrittore britannico Graham Greene a Capri) e il più recente The Ancient Shore: Dispatches from Naples (2008), raccolta di storie ambientate a Napoli.

## Opere

### Romanzi
- The Evening of the Holiday (1966)
- The Bay of Noon (1970)
- The Transit of Venus (1980)
  - Il passaggio di Venere, trad. Pier Francesco Paolini, Sperling & Kupfer, Milano 1981 ISBN 8820001934
  - Il transito di Venere, trad. Daniela Guglielmino, Einaudi, Torino 2009 ISBN 9788806171063
- The Great Fire (2003)
  - Il grande fuoco, trad. Daniela Guglielmino, Einaudi, Torino, 2005 ISBN 8806171054

### Raccolte di racconti
- Cliffs of Fall and Other Stories (1963)
- People in Glass Houses. Portraits from Organization Life (1967)

### Altro
- Defeat of an Ideal: A Study of the Self-destruction of the United Nations (1973)
- Coming of Age in Australia (1985, conferenze)
- Countenance of Truth: The United Nations and the Waldheim Case (1990)
- Greene on Capri: A Memoir (2000)
  - Greene a Capri: un ricordo, a cura di Giovanna Baglieri, Rosellina Archinto Editore, Milano 2002 ISBN 8877683376 e 2005 ISBN 8877684348
- The Ancient Shore: Dispatches from Naples (2008)